# Ровеща боа от остров Раунд
Ровещите бои от остров Раунд (Bolyeria multocarinata) са вид влечуги от семейство Срасналочелюстни бои (Bolyeriidae).
Срещали са се в Мавриций, но са наблюдавани за последен път през 1975 година и са смятани за изчезнал вид.
Таксонът е описан за пръв път от британския зоолог и филателист Джон Едуард Грей през 1842 година.